# Alexandre Beaunoir
Alexandre Beaunoir (* 4. April 1746 in Paris; † 5. August 1823 ebenda) war ein französischer Schriftsteller.  

## Leben
Alexandre Robineau, Sohn eines Notars, schrieb ab 1768 unter dem Pseudonym Alexandre de Beaunoir (später auch unter dem Namen seiner Frau, Madame de Beaunoir) für das Theater von Nicolet zahlreiche Stücke. In der Saison 1781–1782 erzielte er mit Jérôme Pointu (Resümee der Moral des Jahrhunderts) einen solchen Erfolg, dass es zu 162 Aufführungen kam. 1783 hatte er mit Le danger des liaisons Erfolg. Das Stück Fanfan et Colas von 1784 wurde 1785 in Straßburg und Berlin in verschiedenen deutschen Übersetzungen aufgeführt. 1788 ging er nach Bordeaux, musste aber 1789 vor seinen Gläubigern nach Brüssel fliehen. Dann ging er über die Niederlande nach Neuwied. 1796 wurde er Theaterdirektor in Sankt Petersburg, aber noch im gleichen Jahr wieder vertrieben. 1801 nach Paris zurückgekehrt, konnte er nicht an die alten Theatererfolge anknüpfen und schrieb den historischen Roman Attila.

## Werke (Auswahl)

### Theater
- Jérôme Pointu, comédie en 1 acte et en prose (par A.-L.-B. Robineau, dit de Beaunoir.) Cailleau, Paris 1782.
- Fanfan et Colas, ou les Frères de lait, comédie en 1 acte et en prose, par Madame de Beaunoir. Cailleau, Paris 1784.
  - (deutsch) Das Muttersöhnchen, Junker Fritz, ein Lustspiel in einem Akt nach dem «Fanfan et Colas» der Madame de Beaunoir. A. Wever, Berlin 1785.
  - (deutsch) Friz (Fritz) und Hännßgen, oder die Milchbrüder. Lustspiel in 1 Aufzug. Straßburg 1785.
- Les libellistes, drame en 4 actes, par M. de Beaunoir, représenté en allemand sur le théâtre de Berlin en 1797, et à Paris, en français, sur celui des Variétés-Étrangères, le 14 janvier 1807. A.-A. Renouard, Paris 1807.

### Weitere Veröffentlichungen
- Die abgerissenen Larven oder das Privatleben Sr. Excellenz des Herrn Heinrich van der Noot, Sr. Excellenz des Herrn van Eupen und Sr. Eminenz des Kardinals von Mecheln und ihrer Anhänger. 2 Bde. Johann Gottfried Hanisch, Hildburghausen 1791.
- (Übersetzer) Joseph Gregor Lang: Voyage sur le Rhin depuis Mayence jusqu’à Dusseldorf (par A.-L.-B. Robineau, dit de Beaunoir). Neuwied 1791.
- Le royaliste, ou Lettres d’un français réfugié sur les bords du Rhin. Neuwied 1795.
- Attila, ou le Fléau de Dieu, roman historique. B. Mondor, Paris 1823.